# آسیه شیبانی
آسیه بن جارالله شیبانی (۱۳۹۴ - ۱۴۶۹) (نسب: آسیه بنت جارالله بن صالح شیبانی طبری) بانوی محدث اهل مکه در سدهٔ نهم هجری بود. از استادان جلال‌الدین سیوطی بود و به شمس‌الدین سخاوی اجازهٔ نقل روایت داد.